# سو موريس
سو موريس (30 مايو 1958 بأوكلاند في نيوزيلندا - ) (بالإنجليزية: Sue Morris)‏ هي لاعبة كريكت نيوزلندية.

## وصلات خارجية
- سو موريس على موقع إي آس بي آن كريك إنفو (الإنجليزية)